# Municipio de Rush Lake (Dakota del Norte)
El municipio de Rush Lake (en inglés: Rush Lake Township) es un municipio ubicado en el condado de Pierce en el estado estadounidense de Dakota del Norte. En el año 2010 tenía una población de 40 habitantes y una densidad poblacional de 0,43 personas por km².

## Geografía
El municipio de Rush Lake se encuentra ubicado en las coordenadas 48°25′42″N 99°42′19″O / 48.42833, -99.70528. Según la Oficina del Censo de los Estados Unidos, el municipio tiene una superficie total de 93.54 km², de la cual 90,19 km² corresponden a tierra firme y (3,58 %) 3,35 km² es agua.

## Demografía
Según el censo de 2010, había 40 personas residiendo en el municipio de Rush Lake. La densidad de población era de 0,43 hab./km². De los 40 habitantes, el municipio de Rush Lake estaba compuesto por el 95 % blancos, el 5 % eran de otras razas. Del total de la población el 10 % eran hispanos o latinos de cualquier raza.